# لورانس آدمسون
لورانس آدمسون (بالإنجليزية: Lawrence Adamson)‏ هو مدرس ‏ أسترالي، ولد في 20 أبريل 1860، وتوفي في 14 ديسمبر 1932.